# Mossóczy Vilmos
Mossóczy Vilmos (Budapest, 1937. február 28. – 2003. november 28.) magyar karmester, nagybőgőművész, zeneelmélet-tanár.

## Élete
Az eredetileg nagybőgős Mossóczy Vilmos 1961–1966 között, Kórodi András növendékeként elvégezte a budapesti Liszt Ferenc Zeneművészeti Főiskola karmesterképző szakát. 1960–61-ben a Postás Szimfonikus Zenekar tagja, majd 1966–67-ben a Miskolci Szimfonikusok másodkarmestere volt. 1967 és 1970 között karmester volt a debreceni Csokonai Színházban, majd 1970–71-ben szintén Debrecenben, a Kossuth Lajos Tudományegyetemen. 1972-től 1992-ig a Tűzoltóság Központi Zenekarának volt művészeti vezetője és karmestere, nevéhez köthető a Tinódi Kamarazenekar létrehozása. Élete vége felé készítette el Erkel Ferenc három teljes operájának, az István királynak, a Bátori Máriának és a Brankovics Györgynek CD-felvételeit, a Musica Hungarica kiadó (Éliás Tibor) történeti jelentőségű felvételsorozatát.